# Hramadaznaŭstva
Hramadaznaŭstva (pol. Wiedza o społeczeństwie) – trzeci solowy album studyjny białoruskiego muzyka Lawona Wolskiego. Został zapisany w wileńskim studiu Ymir Audio i wydany 25 marca 2014 roku, w nieuznawany przez białoruskie władze Dzień Wolności, przez wydawnictwo Piarszak. Prezentacja płyty odbyła się w Wilnie 11 października 2014 roku pod nazwą „Vilnia. Vola. Volski”.
Obok premierowych utworów na płycie znalazły się także trzy piosenki ze ścieżki dźwiękowej autorstwa Wolskiego do filmu Żywie Biełaruś!, z czego dwie w nowych aranżacjach. Muzyk określił brzmienie albumu, który został wyprodukowany przez Norwega Snorre Bergeruda, „nietutejszym i skandynawskim”.

## Lista utworów
| Nr  | Tytuł utworu                 | Długość |
| --- | ---------------------------- | ------- |
| 1.  | „Milicyjanty i prastytutki”  | 2:34    |
| 2.  | „A chto tam idzie?”          | 2:20    |
| 3.  | „Šeraja kroŭ”                | 2:42    |
| 4.  | „Bulbašy”                    | 2:47    |
| 5.  | „MIRBE”                      | 2:17    |
| 6.  | „Čužy”                       | 2:21    |
| 7.  | „Nichto nie chacieŭ pamirać” | 3:25    |
| 8.  | „Krainy niama”               | 2:20    |
| 9.  | „Łamaj scenar!”              | 2:38    |
| 10. | „Mefista”                    | 1:52    |
| 11. | „Majo kachańnie”             | 3:25    |
|     |                              | 28:41   |

## Twórcy
- Lawon Wolski – wokal, autor muzyki i tekstów
- Snorre Bergerud – gitary, produkcja
- Sindre Skeie – perkusja
- Jaime Gomez Arrellano – mastering[5]